# Campionati europei di atletica leggera 2012 - 5000 metri piani maschili
La competizione si è svolta il 27 giugno 2012.

## Podio
| #       | Atleta              | Nazionalità | Tempo    | Note |
| ------- | ------------------- | ----------- | -------- | ---- |
| Oro     | Mo Farah            | Regno Unito | 13'29"91 |      |
| Argento | Arne Gabius         | Germania    | 13'31"83 |      |
| Bronzo  | Polat Kemboi Arikan | Turchia     | 13'32"63 |      |

## Record
Prima di questa competizione, il record del mondo (RM), il record europeo (EU) ed il record dei campionati (RC) sono i seguenti:
| Record                | Prestazione | Atleta                   | Data                                     | Competizione            |
| --------------------- | ----------- | ------------------------ | ---------------------------------------- | ----------------------- |
| Record mondiale       | 12'37"35    | Kenenisa Bekele Etiopia  | 31 maggio 2004 Hengelo, Paesi Bassi      |                         |
| Record europeo        | 12'49"71    | Mohammed Mourhit Belgio  | 25 agosto 2000 Bruxelles, Belgio         |                         |
| Record dei campionati | 13'10"15    | Jack Buckner Regno Unito | 31 agosto 1986 Stoccarda, Germania Ovest | Campionati europei 1986 |

## Risultati
Si è corsa solo la finale dei 5000 metri maschili. Quelli che seguono sono i risultati finali.
| Posizione | Nome                      | Nazionalità | Tempo    | Note |
| --------- | ------------------------- | ----------- | -------- | ---- |
| Oro       | Mo Farah                  | Regno Unito | 13'29"91 |      |
| Argento   | Arne Gabius               | Germania    | 13'31"83 |      |
| Bronzo    | Polat Kemboi Arikan       | Turchia     | 13'32"63 |      |
| 4         | Yohan Durand              | Francia     | 13'32"65 |      |
| 5         | Daniele Meucci            | Italia      | 13'32"69 |      |
| 6         | Hayle İbrahimov           | Azerbaigian | 13'36"05 |      |
| 7         | Dennis Licht              | Paesi Bassi | 13'37"99 |      |
| 8         | Bashir Abdi               | Belgio      | 13'39"01 |      |
| 9         | Serhiy Lebid              | Ucraina     | 13'40"07 |      |
| 10        | Manuel Ángel Penas        | Spagna      | 13'41"40 |      |
| 11        | Stefano La Rosa           | Italia      | 13'41"40 |      |
| 12        | Francisco Javier Alves    | Spagna      | 13'42"46 |      |
| 13        | Adil Bouafif              | Svezia      | 13'50"13 |      |
| 14        | Rory Fraser               | Regno Unito | 13'51"05 |      |
| 15        | Philipp Pflieger          | Germania    | 13'51"23 |      |
| 16        | Tiidrek Nurme             | Estonia     | 13'51"29 |      |
| 17        | Brenton Rowe              | Austria     | 13'51"58 |      |
| 18        | Sindre Buraas             | Norvegia    | 13'51"64 |      |
| 19        | Anatoliy Rybakov          | Russia      | 13'52"79 |      |
| 20        | Jesús España              | Spagna      | 13'55"98 |      |
| 21        | Mats Lunders              | Belgio      | 13'06"55 |      |
| 22        | Philipp Bandi             | Svizzera    | 14'07"48 |      |
| 23        | Mitch Goose               | Regno Unito | 14'21"91 |      |
|           | Maksym Cerron Obrubanskyy | Italia      | DQ       |      |
|           | Jesper Van Der Wielen     | Paesi Bassi | DNF      |      |